# قنافذ مشعرة
قنافذ مشعرة أو جرذان القمر (الاسم العلمي: Galericinae)، فُصيلة قنافذ من فصيلة القنفذيات. تشبه هذه الثدييات الفئران لكنها لا ترتبط بأي صلة بها وهي ليست من القوارض. يُعتقد أنها نشأت في شرق آسيا، لم تتغير كثيرًا عن أسلافها الأصلية، الذي يُعتقد أنه كان أيضًا سلف الزبابة.